# ハザード (水雷砲艦)
座標: 北緯50度43分37秒 西経01度03分14秒 / 北緯50.72694度 西経1.05389度
HMS ハザード (HMS Hazard) は、イギリス海軍のドライアド級水雷砲艦。同名を持つ艦としては6隻目。1901年に世界初の潜水母艦に改造された。
1912年2月2日、潜水艦「A3」と死者14名を出す衝突事故起こした。1918年1月28日に病院船「ウェスタン・オーストラリア」と衝突事故を起こし、沈没した。 

## 設計
ドライアド級は「二国標準主義」を確立した1889年海軍国防法に基づいて建造されたA級駆逐艦と同時期に発注された。これらの水雷砲艦は、当時の基準では小型艦ではなく、第1次世界大戦時の駆逐艦よりも大型だった。

## 艦歴
1894年2月14日にに進水し、1995年7月24日に就役した。
1897年6月26日にヴィクトリア女王の即位60周年を祝ってスピットヘッドで行われた観艦式に参加した。

### 国際艦隊
1897年2月、クレタ島で発生したオスマン帝国の支配に対するキリスト教徒の反乱（クレタ反乱）に介入する目的でイギリス、オーストリア、フランス、イタリア、ロシア帝国の艦船で多国籍軍（国際艦隊）が編成され、ハザードはイギリス艦隊の一員としてこれに組み込まれた。 
艦隊の提督たちはクレタ島を暫定的に統治するための評議会を結成し、島の統治に必要な資金を捻出するため1998年9月初旬にカンディア（現在のイラクリオン）の税関をイギリスに引き渡すよう命じた。9月6日、武装したトルコ系住民が税関とイギリス軍の野営地と病院を襲撃し、イギリスの兵士やキリスト教徒の住民を殺害した。 
この事件の際、現場に居合わせた唯一の国際艦隊の艦船だったハザードは増援部隊を上陸させ、4.7インチ砲を発砲して友軍を支援したが、現地のオスマン帝国軍は治安の維持・回復やイギリス民間人やクレタのキリスト教徒の保護活動をほとんど行わなかった。
ハザードは4人の戦死者と数名の負傷者を出した。艦長のルイス大尉はこのときの戦功により中佐に昇進し、軍医のウィリアム・ジョブ・メイラードはヴィクトリア十字章を授与された。また戦死した水兵たちの記念碑がマルタのアッパー・バラック庭園に建てられた。 

### 潜水母艦
1901年、ハザードは世界初の潜水母艦に改装された。
同型艦の中でこの処置を受けたのはハザードだけである。8月20日、94名の乗組員が着任し、艦長にはレジナルド・ベーコン大佐が就任した。ハザードは新しい任務にあたるためにバロー＝イン＝ファーネスに移動した。 
1902年夏、ハザードはホランド級潜水艦「ホランド 2」「ホランド 3」および魚雷艇「No.42」を率いてポーツマスに行き、そこで潜水艦「ホランド 1」「ホランド 4」および「ホランド 5」と合流して最初の潜水艦隊を構成した。8月16日、エドワード7世の戴冠式を記念してスピットヘッドで開催された観艦式に参加した。 

### 衝突事故
1912年2月2日、チャールズ・J・C・リトル大尉の指揮下のハザードはソレント海峡での演習中にA級潜水艦「A3」と衝突事故を起こした。A3は浮上しようとしていた際に誤ってハザードに衝突した。 A3は沈没し、14名の乗組員は全員死亡した。

### 第一次世界大戦
1914年8月、 ハザードは第4潜水艦隊の母艦として活動した。  

## 喪失
1918年1月28日、ハザードはワイト島から東へ約2.4マイルの海上で濃霧の中、病院船「ウェスタン・オーストラリア」に衝突されて沈没した。この事故でハザードの乗組員4名が死亡した。この事故では「ハザード」艦長に、当初「ウェスタン・オーストラリア」が停泊中であると誤認するなどの過失があった。
現在、ハザードの艦体は水深30ｍの海底に2つに分断され艦底を上に向けたを状態で沈んでいる。残骸の一部は無断で引き上げられて行方不明となっている。沈没地点は交通量の多い航路に近いことと水中の視界の悪さもあって、ダイビングスポットとしての人気はない。